# King William (Virginia)
King William település az Amerikai Egyesült Államok Virginia államában, King William megyében, melynek megyeszékhelye is. Lakosainak száma 276 fő (2020. április 1.).

## Népesség
A település népességének változása:

| 2010 | 252 |
| 2020 | 276 |